# ITraxx
iTraxx ist der Name einer Familie von Credit-Default-Indizes, welche die Regionen Europa und Asien abdecken. Die Indizes sollen die Entwicklung der entsprechenden Kreditderivatemärkte repräsentativ dokumentieren. Die iTraxx-Indizes werden von der International Index Company, einer 100%igen Tochter von MarkIt betrieben.
iTraxx Indizes werden in Basispunkten des Nennwerts notiert. Dieses gibt die jährlichen Kosten in Abhängigkeit vom versicherten Nennwert für eine anteilige Absicherung der im Index vertretenen Schuldner. Neben der Unterteilung des iTraxx in einzelne Unterindizes werden diese meisten Unterindizes noch einmal in unterschiedliche Laufzeiten aufgeteilt. So wird der iTraxx Europe zum Beispiel für die Laufzeiten 3, 5, 7 und 10 Jahre berechnet.

## Handelbare Produkte
- Credit Default Swaps (CDS) können auch mit einem iTraxx als Basiswert abgeschlossen werden. Dies bietet Investoren mit wenig Aufwand die Möglichkeit, Kreditrisiko über ein diversifiziertes Portfolio Long und Short zu gehen. Die für ein außerbörsliches Geschäft relativ hohe Standardisierung der Verträge soll zu einer hohen Liquidität und somit zu geringen Geld-Brief-Spannen führen.
- Es können auch tranchierte CDS (vergleichbar mit einer Collateralized Debt Obligation) auf den iTraxx Europe abgeschlossen werden. Diesen gibt es mit den Tranchen 0–3 %, 3–6 %, 6–9 %, 9–12 % und 12–22 %. Damit kann der Investor außer im Kreditrisiko ein Engagement bzgl. der Korrelation der Schuldnernamen im Portfolio eingehen.
- An der Eurex ist der Handel von Futures auf den iTraxx Europe, iTraxx HiVol und iTraxx CrossOver prinzipiell möglich.

## Roll
Alle sechs Monate, jeweils im März und September, werden die in den Indizes enthaltenen Unternehmen aktualisiert. Dieses wird auch iTraxx-Roll (englisch für rollieren) genannt. Im Gegensatz zu vielen anderen Indizes, wie zum Beispiel dem DAX, werden nicht einfach die Unternehmen in den Indizes ausgetauscht, sondern es werden ganz neue Indizes angelegt. Die verschiedenen Versionen werden Serie genannt. Die jeweils neueste Serie wird als on the run bezeichnet. So ist zum Beispiel die im März 2009 gestartete iTraxx Europe Serie 11 im April 2009 on the run.
Es ist zu beachten, dass die alten Serien nicht verschwinden. Diese werden weiterhin berechnet, da die Laufzeit der iTraxx Indizes deutlich über der on the run-Zeit von einem halben Jahr liegt. Die größte Aufmerksamkeit liegt aber jeweils auf den aktuellen Serien.
Beim Roll wird festgelegt, welche jährliche Prämie als Spread für die neue Serie über die Laufzeit zu zahlen ist, sofern ein iTraxx-CDS auf einen Index gehandelt wurde. Diese Prämie bleibt über die Laufzeit des Index auch bei Marktbewegungen gleich. Schließt man während der Laufzeit des Index einen CDS auf diesen ab, so zahlen die Kontrahenten die Differenz zwischen der beim Roll festgelegten und der aus aktuellen Marktpreisen berechneten Prämie als Barausgleich oder Upfront an ihr Gegenüber.

## Ausfall eines Schuldners während der Laufzeit
Bei Ausfall eines der versicherten Kreditnehmer innerhalb eines iTraxx-Indexes wird der Titel ohne Ersatz aus dem Index herausgenommen. Sofern ein CDS auf den betroffenen iTraxx gehandelt wurde, wird der Ausfall des Schuldners wie ein Ausfall auf einen einzelnen CDS auf diesen Schuldner in Höhe des anteiligen Nominals des iTraxx-CDS behandelt.

## Übersicht über die Indizes
| Region           | Typ               | Index Name               | Anzahl der Mitglieder             | Beschreibung                                                           | gehandelte Laufzeiten (in Jahren) |
| ---------------- | ----------------- | ------------------------ | --------------------------------- | ---------------------------------------------------------------------- | --------------------------------- |
| Europa           | Benchmark Indizes | iTraxx Europe            | 125                               | Die liquidesten Adressen der letzten 6 Monate vor Zusammenstellungroll | 3, 5, 7, 10                       |
| Europa           | Benchmark Indizes | iTraxx Europe HiVol      | 30                                | Adressen mit den höchsten Preisen des iTraxx Europe                    | 3, 5, 7, 10                       |
| Europa           | Benchmark Indizes | iTraxx Europe Crossover  | 50 (seit der Serie 16, vorher 40) | Adressen unterhalb des Investment-Grades                               | 3, 5, 7, 10                       |
| Europa           | Sektor Indizes    | iTraxx Non-Financials    | 100                               | Adressen außerhalb des Finanzsektors                                   | 5, 10                             |
| Europa           | Sektor Indizes    | iTraxx Senior Financials | 25                                | Erstrangige (Senior)- Financial Risiken                                | 5, 10                             |
| Europa           | Sektor Indizes    | iTraxx Sub Financials    | 25                                | Nachrangige (Subordinated)- Financial Risiken                          | 5, 10                             |
| Europa           | Sektor Indizes    | iTraxx TMT               | 20                                | Telekommunikation, Medien und Technologie – inzwischen eingestellt     | 5, 10                             |
| Europa           | Sektor Indizes    | iTraxx Industrials       | 20                                | enthält Industrieadressen – inzwischen eingestellt                     | 5, 10                             |
| Europa           | Sektor Indizes    | iTraxx Energy            | 20                                | Adressen aus dem Energie-Sektor – inzwischen eingestellt               | 5, 10                             |
| Europa           | Sektor Indizes    | iTraxx Consumers         | 30                                | Konsumbezogene Adressen – inzwischen eingestellt                       | 5, 10                             |
| Europa           | Sektor Indizes    | iTraxx Autos             | 10                                | Adressen aus dem Automobilumfeld – inzwischen eingestellt              | 5, 10                             |
| Asien/Australien | Benchmark Indizes | iTraxx Japan             |                                   |                                                                        |                                   |
| Asien/Australien | Benchmark Indizes | iTraxx Australia         |                                   |                                                                        |                                   |
| Asien/Australien | Benchmark Indizes | iTraxx Asia ex-Japan IG  |                                   |                                                                        |                                   |
| Asien/Australien | Benchmark Indizes | iTraxx Asia ex-Japan HY  |                                   |                                                                        |                                   |